# Bisbat de Lisieux

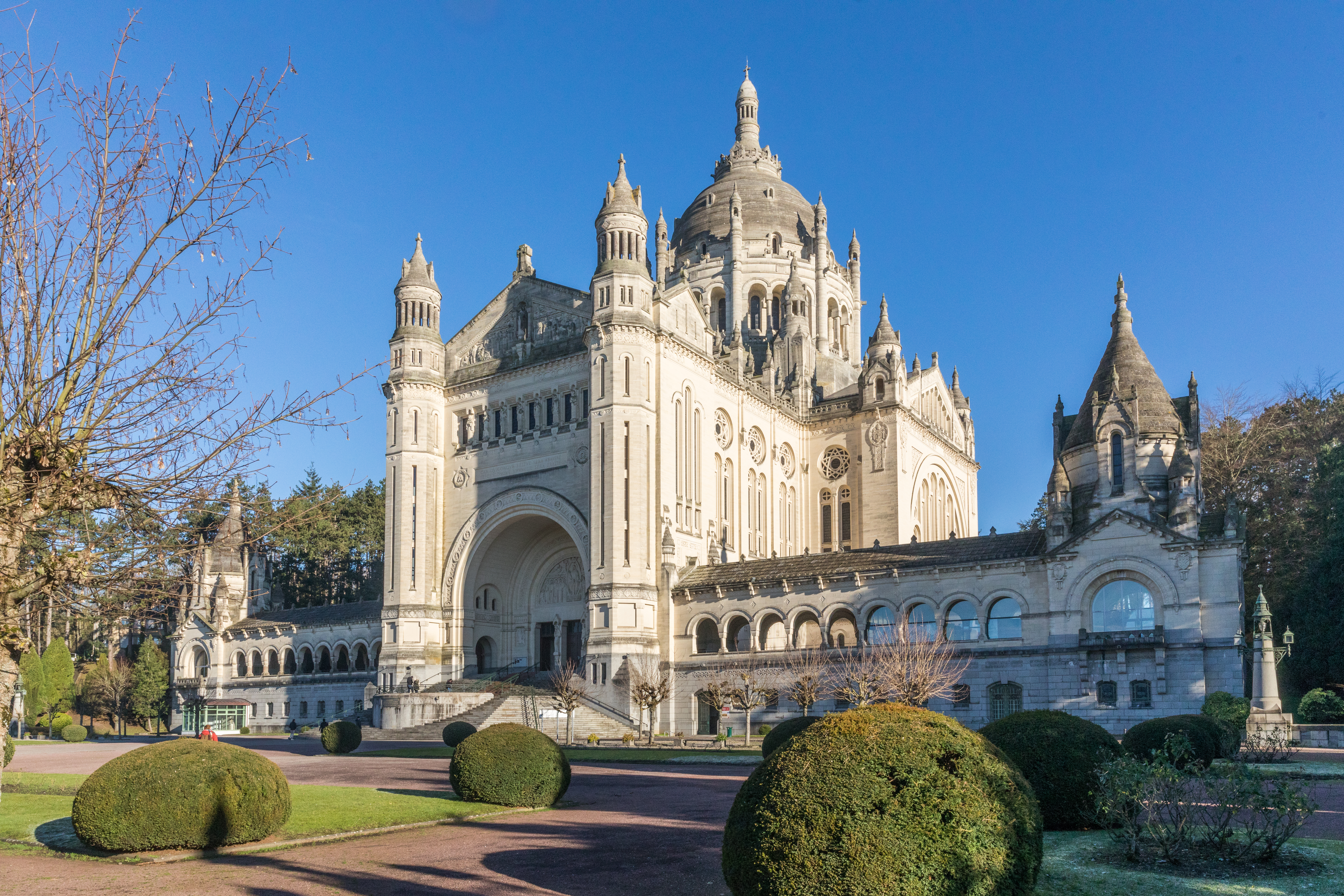
La basílica de Santa Teresa de Lisieux, construïda a partir del 1929 i consagrada l'11 de juliol de 1954. És el segon lloc de pelegrinatge més important de França, després de la basílica de Lorda.

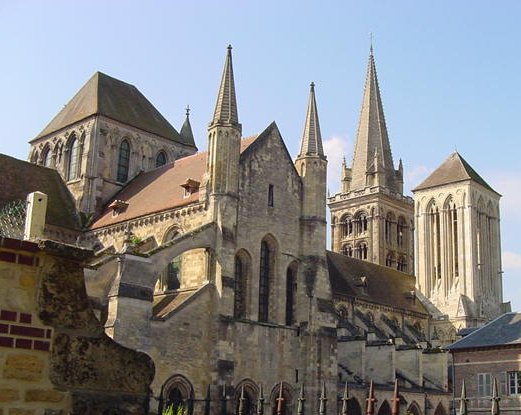
El costat nord-est de l'ex catedral de Sant Pere.

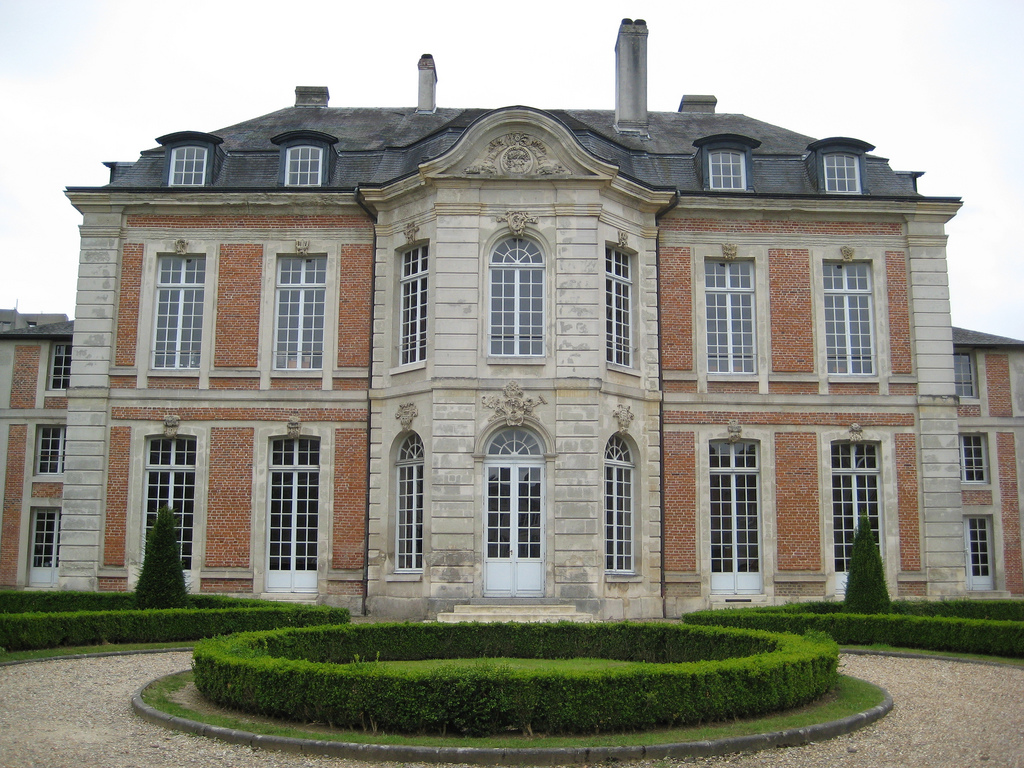
El palau fet construir el 1769 pel degà del capítol de la catedral Jean-Baptiste-René Le Bas de Fresne com a residència privada.

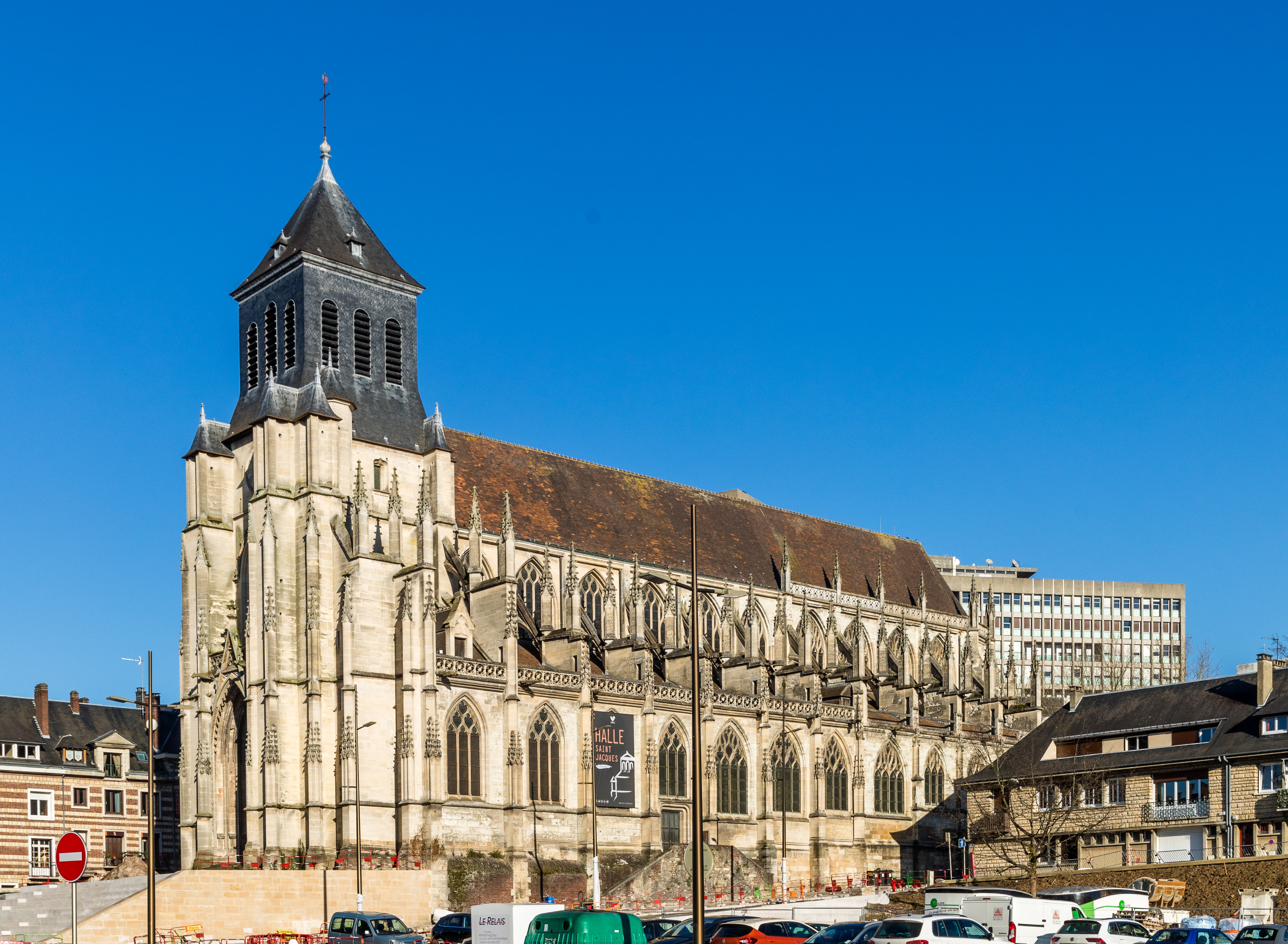
L'església de Sant Jaume de Lisieux.

El bisbat de Lisieux fou una divisió episcopal de França amb seu a la ciutat de Lisieux a Normandia. Des del 1026 a la revolució el bisbe de Lisieux portava també el títol de comte de Lisieux. La seu fou suprimida pel  concordat del 15 de juliol de 1801.

## Territori
La diòcesi comprenia la part central de Normandia. Estava delimitada al nord pel mar i per l'arxidiòcesi de Rouen, a l'est per la diòcesi d'Eveux, al sud per la de Séez i a l'oest també per la de Séez i la de Bayeux.
La seu episcopal era la ciutat de Lisieux, on es trobava la catedral de Sant Pere.
El territori diocesà comprenia 478 parròquies (Lieuvin, Pont-Audemer, Auge i Gacé), agrupades en 4 ardiaconats i 14 decanats.

## Història
Els orígens de la diòcesi de Lisieux són incerts. El primer bisbe històricament documentat és Teodobald, que va viure durant la primera meitat del segle vi, que participà a tres concilis celebrats a Orleans el 538, el 541 i el 549. La cronologia del primer mil·lenni té força llacunes.
Noviomagus Lexoviorum, capital dels Lexovis, era una civitas de la província romana de la Gàl·lia Lugdunense segona, com es veu a la Notitia Galliarum d'inicis del segle v. Des del punt de vista religiós, igual que del civil, Lisieux depenia de la província eclesiàstica de l'arquebisbat de Rouen, seu metropolitana provincial.
No se sap res de la catedral primitiva de Lisieux. Al segle xi el bisbe Herbert († 1050) i Hugues d'Eu († 1077) procediren a la seva reconstrucció en estil romànic; va ser probablement en aquesta ocasió que van ser descobertes les relíquies dels sants Ursino, Patrici i Berthevin (Cando), que un ritual del 1661 reconegué com el primer bisbe de Lisieux. La nova catedral va ser destruïda per un incendi el 1136 i reconstruïda en forma gòtica entre el 1160 i el 1230.
Entre els bisbes de Lisieux es recorden: Freculf (segle xi), alumne de l'escola palatina fundada per Carlemany; Arnoul (renuncià el 1181), qui donà inici a la construcció de la catedral i un important autor eclesiàstic; Nicolau Oresme († 1382), filòsof, matemàtic i preceptor de Carles V; Pierre Cauchon († 1442), el nom del qual està relacionat amb el procés contra Joana d'Arc; Léonor Goyon de Matignon I († 1677), qui instituí el seminari diocesà.
La diòcesi va ser suprimida mitjançant la butlla Qui Christi Domini del Papa Pius VII del 29 de novembre de 1801, després de la signatura del concordat. La major part del seu territori va ser incorporat al bisbat de Bayeux, mentre que porcions menors van ser agregades als bisbats d'Évreux i de Séez.
El 12 de juliol de 1855 es concedí el dret als bisbes de Bayeux de portar el títol de bisbe de Lisieux.

## Cronologia episcopal
- Tibald de Lisieux (Theudobaudis, Theudebaud o Theudobaud), primer bisbe 538-549, present als tercer i quart concilis d'Orleans, i representat al cinquè concili del 549
- Eteri, vers 560
- Launobald (Launebaud), vers 650
- Higge, vers 658
- Leodebold (Leudebold), vers 663
- Freculf de Lisieux, 820-852
- Hairard (Airard), 863-876
- Roger (Rogier), avant 980-1020, † 1020
- Robert, vers 1024-1026
- Herbert, 1026-1049, † 1049
- Hug d'Eu, 1050-1077, † 1077
- Gilbert Maminot, 1077-1101, † 1101
- Foucher, 1101-1102 (germà de Ranulf Flambard, bisbe de Durham, guardià del bisbat de 1102 a 1105
- Joan I, 1107-1141, † 1141
- Arnul de Lisieux, 1141-1182
- Raül de Varneville, 1182-1193
- Guillem I de Rupière, 1193-1201, † 1201
- Jordà Du Hommet, 1202-1218, † 1218
- Guillem II Du Pont-de-L'Arche, 1218-1250
- Folc d'Astin, 1250-1266, † 1266
- Guiu I Du Merle, 1267-1285, † 1285
- Guillem III d'Asnières, 1285-1298, † 1298
- Joan II de Samois, 1298-1302, † 1302
- Guiu II d'Harcourt, 1303-1336, † 1336
- Guillem IV de Charmont, 1336-1349, † 1349
- Guillem V Guitart, 1349-1358
- Joan III de Dormans, cardenal, 1358-1360
- Ademar Robert, 1360-1368
- Alfons Chevrier, 1368-1377, † 1377
- Nicolau Oresme, 1377-1382, † 1382
- Guillem VI d'Estouteville, 1382-1414, † 1414
- Pere I Fresnel, 1415-1418, † 1418
- Mateu Du Boscq, 1418, † 1418
- Branda de Castiglione, cardenal, 1420-1424
- Zanó de Castiglione, 1424-1432
- Pere II de Cauchon de Somièvre, transf. des de Beauvais, 1432-1442, † 1442
- Pasquier de Vaux, 1443-1447, † 1447
- Tomàs Basin, 1447-1474
- Antoni Raguier, 1474-1482, † 1482
- Esteve Blosset de Carrouges, 1482-1505, † 1505
- Joan IV Le Veneur de Tillières, cardenal, 1505-1539, † 1543
- Jaume d'Annebault, cardenal, 1539-1558, † 1558
- Joan V Hennuyer, 1560-1578, † 1578
- Joan VI de Vassé, 1580-1583, † 1583
- Anne de Pérusse des Cars (o d'Escars) de Givry, cardenal, 1585-1598
- Francesc Rouxel de Médavy, 1598-1617, † 1617
- Guillem VII Du Vair, 1617-1621, † 1621
- Guillem VIII Aleaume, 1622-1634, abans bisbe de Riez, † 1634
- Felip Cospéan, 1635-1646, † 1646
- Leonori I Goyon de Matignon, 1646-1677
- Leonori II Goyon de Matignon, 1677-1714, † 1714
- Enric Ignasi de Brancas, 1715-1760, † 1760
- Jaume Maria de Caritat de Condorcet, 1761-1783, † 1783
- Juli-Basili Ferron de La Ferronays, 1783-1799, darrer bisbe de Lisieux, † 1799
- Vacant 1799-1801